# Obrtince
Obrtince (izvirno srbsko Обртинце) je naselje v Srbiji, ki upravno spada pod Občino Prokuplje; slednja pa je del Topliškega upravnega okraja.

## Demografija
V naselju živi 9 polnoletnih prebivalcev, pri čemer je njihova povprečna starost 39,8 let (44,3 pri moških in 36,4 pri ženskah). Naselje ima 6 gospodinjstev, pri čemer je povprečno število članov na gospodinjstvo 2,33.
To naselje je, glede na rezultate popisa iz leta 2002, večinoma srbsko, a v času zadnjih treh popisov je opazno zmanjšanje števila prebivalcev.
|  |

| Demografija | Demografija     | Demografija     |
| Leto        | Št. prebivalcev | Št. prebivalcev |
| ----------- | --------------- | --------------- |
|             |                 |                 |
|             |                 |                 |
|             |                 |                 |
|             |                 |                 |
| 1948        | 146             |                 |
| 1953        | 183             |                 |
| 1961        | 141             |                 |
| 1971        | 92              |                 |
| 1981        | 42              |                 |
| 1991        | 15              | 15              |
| 2002        | 14              | 14              |
|             |                 |                 |

| Etnična sestava po popisu iz leta 2002 | Etnična sestava po popisu iz leta 2002 | Etnična sestava po popisu iz leta 2002 | Etnična sestava po popisu iz leta 2002 | Etnična sestava po popisu iz leta 2002 |
| -------------------------------------- | -------------------------------------- | -------------------------------------- | -------------------------------------- | -------------------------------------- |
| Srbi                                   | Srbi                                   |                                        | 13                                     | 92,85%                                 |
| Neznano                                | Neznano                                |                                        | 1                                      | 7,14%                                  |